# Джадсон, Энн Хасселтайн
Энн Хасселтайн Джадсон (22 декабря 1789 — 24 октября 1826) — одна из первых американских женщин-миссионеров.
Родилась в Брадфорде (Массачусетс, США) в семье Джона и Ребекки Хасселтайн.
В 1812 г. вышла замуж за Адонирама Джадсона, и в этом же году чета Джадсанов отправилась в Индию в качестве миссионеров от конгрегационалистских церквей. В июле 1813 года Джадсоны после многих событий, связанных с пребыванием в Индии и Бенгалии, приехали в Бирму. В этой стране Энн прожила остаток всей своей жизни, явив пример преданной жены, верной сотрудницы, ответственного помощника и умной, доброй и отзывчивой женщины. Все свои переживания, а также семейные дела и дела христианской миссии, которой организовали Джадсоны в Рангуне, Энн описывала в своих дневниках и письмах, посылаемых домой в Америку. Эти дневники и письма были опубликованы после смерти Энн.
Энн Джадсон умерла в 1826 году в Амхерсте (Бирма) от лихорадки. Оба ребёнка Роджер и Мария Джадсон умерли также в Бирме в младенческом возрасте от тропических болезней.